# Gary Medel
Gary Alexis Medel Soto (* 3. August 1987 in Santiago) ist ein chilenischer Fußballspieler.

## Karriere

### Verein
Gary Medel kommt aus der Jugend von CD Universidad Católica, wo er im Jahr 2005 sein Profidebüt gab. Seine ersten beiden Tore erzielte er zwei Jahre später am 28. Juli 2007 gegen den Lokalrivalen CF Universidad de Chile im Clásico Universitario. Er besiegelte den Sieg durch seine beiden Tore und schoss sich damit in die Herzen der Fans.
Im Jahr 2008 wurde er vor Lucas Barrios zum Fußballer des Jahres in Chile gewählt. Dadurch, aber auch durch seine guten Leistungen konnte er sich einen Stammplatz in der chilenischen Nationalelf ergattern.
Am 20. Juli 2009 einigte sich sein Verein mit dem argentinischen Traditionsklub Boca Juniors über eine Leihe von Medel. Nur drei Tage später wurde er offiziell bei den Juniors vorgestellt. Am 25. März 2010 erzielte er beide Tore beim 2:0-Sieg über den Rivalen CA River Plate, wurde in diesem Spiel aber auch vom Platz gestellt.
Im Winter 2010 wechselte er zum spanischen Klub FC Sevilla. Im Sommer 2013 wurde er für die vereinsinterne Rekordablöse von 11 Millionen Pfund zum Premier-League-Team Cardiff City transferiert.
Nach Cardiffs Abstieg in die Football League Championship wechselte Medel im August 2014 für rund acht Millionen Euro in die Serie A zu Inter Mailand, wo er einen Vierjahresvertrag unterschrieb.
Nach drei Jahren bei Inter Mailand wechselte er für 2 einhalb Millionen Euro in die Süper Lig zu Beşiktaş Istanbul. Dort gab er sein Debüt am 18. August 2017 beim 2:2 gegen Kasımpaşa Istanbul.
Im Sommer 2019 kehrte er zurück in die Serie A zum FC Bologna. Die Italiener zahlten für ihn rund 2 Millionen Euro.
Im Juli 2023 wechselte er nach Brasilien zu CR Vasco da Gama. Am 13. Juni 2024 verkündeten die Boca Juniors seine Verpflichtung und statteten ihn mit einem Vertrag bis Ende Dezember 2025 aus. Noch vor Vertragsende kehrte er im Januar 2025 zurück zu seinem ehemaligen Jugendklub Universidad Católica.

### Nationalmannschaft
Medel nahm 2007 mit der chilenischen U-20-Auswahl an der U-20-Südamerikameisterschaft in Paraguay teil und erreichte mit seinem Team dabei den vierten Rang, der zur Teilnahme an der U-20-Weltmeisterschaft in Kanada berechtigte. Dort spielte er mit Spielern wie Arturo Vidal, Alexis Sánchez und Mauricio Isla zusammen. Nach den beiden 3:0-Siegen in der Gruppenphase gegen den Gastgeber Kanada und Kongo erreichte man durch ein 0:0 gegen Österreich das Achtelfinale. Dort konnte das Team den Favoriten Portugal mit 1:0 ausschalten und gewann in der nächsten Runde gegen Nigeria nach Verlängerung mit 4:0. Im Halbfinale scheiterte die Mannschaft mit 0:3 an Argentinien, nachdem Medel bereits in der 15. Spielminute des Feldes verwiesen wurde. Beim 1:0-Sieg im Spiel um Platz 3 gegen Österreich war er gesperrt. Während der U-20 WM absolvierte er sechs Spiele, blieb aber ohne Torerfolg.
Am 19. April 2007 absolvierte er sein A-Länderspieldebüt bei einem 0:0 gegen Argentinien. Im Mai 2008 nahm er mit der chilenischen U-23-Nationalmannschaft am Turnier von Toulon teil. Nach dem 5:3-Sieg über Frankreich und den 2:0-Siegen über die Niederlande und Japan konnte man sich im Halbfinale mit 2:1 gegen die Elfenbeinküste durchsetzen. Das Finale verlor man gegen Italien mit 0:1.
Seine ersten beiden Länderspieltore erzielte er im Jahr 2008 bei einem 2:0-Sieg über Bolivien. Nach zwölf Spielen bei der Qualifikation zur WM 2010 und zwei erzielten Toren gehörte er zum chilenischen Aufgebot für die Weltmeisterschaft 2010 in Südafrika. Auch vier Jahre später gehörte Medel zur Auswahl von Chile für die Weltmeisterschaft 2014 in Brasilien, wo die Südamerikaner im Achtelfinale gegen den Gastgeber ausschieden.
Im September 2023 wurde er zum 161. und letzten Mal eingesetzt.

## Erfolge
Nationalmannschaft
- Copa América: 2015
- Copa América Centenario 2016
- FIFA-Konföderationen-Pokal: Finalist 2017

## Auszeichnungen
- Chiles Fußballer des Jahres: 2008

## Spielstil
Gary Medel ist ein vielseitiger defensiver Mittelfeldspieler und Verteidiger. Er besitzt viel Ehrgeiz und geht immer dem Ball hinterher, was ihm die Spitznamen Pitbull und chilenischer Gattuso brachte.

## Schwierigkeiten auf und abseits des Platzes
Zahlreiche Vorfälle erschwerten bisher Medels Karriere. So erhielt Medel bisher mehrere Sperren, z. B. für grobe Fouls, eine Schlägerei mit einem Teamkollegen oder das Anspucken eines Gegenspielers. Hinzu kommt, dass er bereits mehrfach verhaftet wurde: 2007 für Fahren unter Alkoholeinfluss, im Juni 2012, weil er gegenüber einem Fahrer Todesdrohungen ausgesprochen hatte und im Oktober 2012, weil er eine Journalistin bedrängt hatte. Nach dem Ausscheiden der chilenischen U-20-Nationalmannschaft bei der U-20-Weltmeisterschaft 2007 in Kanada war er außerdem mit mehreren Mitspielern in eine Auseinandersetzung mit der Polizei involviert, bei der diese Elektroschockpistolen und Pfefferspray einsetzte. 2009 war Medel in einen schweren Autounfall verwickelt und nur einen Monat später verstarb eine junge Frau bei einem Sturz von seinem Balkon.